# Симеон Симеонов (ОС)
Вижте пояснителната страница за други личности с името Симеон Симеонов.
Симеон Петров Симеонов е български общественик, председател на Отечествения съюз (2005-2021).

## Общи данни
Има висше образование по „Славянска филология“ от Софийския университет и по „Стопанско управление“ от УНСС. Владее чужди езици: английски, руски, полски.
Занимава се с бизнес. Семеен, с 2 дъщери.

## Обществена дейност
Започва дейност в Отечествения фронт (преименуван в Отечествен съюз през 1990 г.) като политически сътрудник на Общинския комитет в Подуяне, София през 1988 година. Оттогава последователно е избиран в структурите на организацията:
- 1990 г. – за член на Националния съвет на ОС
- 1992 г. – за секретар на НС на ОС
- 1997 г. – за заместник-председател на НС на ОС
- 2005 г. – за председател на Управителния съвет на ОС
- 2010 г. – за председател на Отечествения съюз

Освен това е избиран 2 мандата за общински съветник в Столичния общински съвет: 1991 – 1999 г.